# Cratere Yangoor
Yangoor è un cratere sulla superficie di Ariel.
Il cratere è dedicato all'omonimo spirito che porta il giorno.